# Hidroksilamin
Hidroksilamin je anorganska spojina s kemijsko formulo NH2OH. Čista spojina je bela, nestabilna, kristalinična in higroskopska snov, vendar se skoraj vedno uporablja v vodnih raztopinah. Uporablja se za pripravo oksimov. Je vmesni produkt v biološkem nitriranju. Oksidacijo NH3 sproži encim hidroksilamin oksidoreduktaza (HAO).

## Zgodovina
Hidroksilamin je kot hidroklorid  prvi pripravil nemški kemik Wilhelm Clemens Lossen leta 1865 z reakcijo med kositrom in klorovodikovo kislino v prisotnosti etil nitrata. Čisto spojino sta prva pripravila nizozemski kemik Lobry de Bruyn in francoski kemik Léon Maurice Crismer leta 1891.

## Priprava
NH2OH se lahko pripravi po več postopkih. Najpomenbnejši je Raschigov postopek, v katerem se vodna raztopina amonijevega nitrita reducira s HSO−
3 in SO2 pri 0 °C, pri čemer nastane hidroksilamido-N,N-disulfonatni anion:
NH4NO2 + 2 SO2 + NH3 + H2O → 2 NH+
4 + N(OH)(OSO2)2−
2
Anion se nato s hidrolizo pretvori v (NH3OH)2SO4:
N(OH)(OSO2)2−
2 + H2O → NH(OH)(OSO2)− + HSO−
4
2 NH(OH)(OSO2)− + 2 H2O → (NH
3OH)
2SO
4 + SO2−
4
Trdni NH2OH se izloči z obdelavo s tekočim amonijakom.  Stranski produkt amonijev sulfat (NH4)2SO4  ni topen v amonijaku, zato se ga lahko odstrani s filtriranjem. Tekoči amonijak se nato odpari. V ostanku je čisti hidroksilamin. Postopek se lahko zapiše z naslednjo skupno enačbo:
2NO−
2 + 4SO
2 + 6H
2O + 6NH
3 → 4SO2−
4 + 6NH+
4 + 2NH
2OH
Hidroksilaminove soli se lahko pretvorijo v hidroksilamin z nevtralizacijo, na primer z natrijevim butoksidom (C4H9ONa):
(NH3OH)Cl + BuONa → NH2OH + NaCl + BuOH
Julius Tafel je odkril, da se hidroksilamin hidroklorid ali sulfat lahko proizvedeta z elektrolitsko redukcijo dušikove kisline z dodatkom klorovodikove oziroma  žveplove kisline.
HNO3 + 3H2 → NH2OH + 2H2O
Hidroksilamin se lahko proizvede tudi z redukcijo dušikaste kisline ali kalijevega nitrita z bisulfitom:
HNO2 + 2 HSO−
3 → N(OH)(OSO2)2−
2 + H2O → NH(OH)(OSO2)− + HSO−
4
NH(OH)(OSO2)− + H3O+ (100 °C/1 h) → NH3(OH)+ + HSO−
4

## Reakcije
Hidroksilamin reagira z elektrofili, na primer z alkilanti, ki se lahko vežejo na kisikov ali dušikov atom: 
R-X + NH2OH → R-ONH2 + HX
R-X + NH2OH → R-NHOH + HX
Z aldehidi in ketoni tvori oksime:
R2C=O + NH2OH∙HCl  +  NaOH → R2C=NOH + NaCl + 2 H2O
Reakcija je uporabna za čiščenje ketonov in aldehidov: raztopinam aldehidov ali ketonov se doda hidroksilamin, da nastanejo oksimi, ki se praviloma oborijo in nato izločijo iz raztopine. S segrevanjem z anorganskimi kislinami se zatem vrnejo v prvotne ketone in aldehide.
Oksimi, na primer dimetilglioksim,  se uporabljajo tudi kot ligandi.
NH2OH reagira s klorsulfonsko kislino in tvori hidroksilamin-O-sulfonsko kislino, ki je uporaben reagent za sinteto kaprolaktama:
HOSO2Cl + NH2OH → NH2OSO2OH + HCl
Hidroksilamin-O-sulfonska kislina se mora zaradi nestabilnosti skladiščiti pri 0 °C. Vsebnost kisline se lahko določi  z jodometrično titracijo.
Hidroksilamin (NH2OH) in organski hidroksilamini (R-NHOH) se lahko z vodikom, ki se v reakcijski zmesi sproti razvija iz cinka in klorovodikove kisline, reducirajo v amine: 
NH2OH + H2 (Zn/HCl) → NH3 + H2O
R-NHOH + H2 (Zn/HCl) → R-NH2 + H2O
Pri segrevanju eksplodira:
4 NH2OH + O2 → 2 N2 + 6 H2O

## Raba
Hidroksilamin in njegove soli se uporabljajo kot reducenti v številnih anorganskih in organskih reakcijah. Delujejo tudi kot antioksidanti za maščobne kisline. Poleg tega se uporabljajo za odstranjevanje dlake z živalskih kož in v razvijalcih v fotografiji.
Hidroksilamonijev nitrat v tekoči in trdni obliki se preučuje kot možno enokomponentno ali  dvokomponentno gorivo za raketne motorje. 
Biologi so ga v preteklosti uporabljali za vnos naključne mutacije s preklapljanjem nukleinskih baz gvanina v adenin ali citozina v timin in preučevanje, kaj se zgodi, če se njihova funkcija prekine. Sedaj se v ta namen uporabljajo drugi mutageni.  Hidroksilamin se lahko uporablja za zelo selektivno cepljenje peptidnih vezi asparagin-glicin v peptidih in beljakovinah.  Veže se na encime, ki vsebujejo hem, in jih za vedno blokira (zastrupi). Zaradi podobne strukture, kot je ima voda, se uporablja za nepovratno inhibicijo kompleksov, ki v fotosintezi sproščajo kisik.  
V industriji polprevodnikov se uporablja kot komponenta odstranjevalcev fotosenzibilnih premazov po litografiji.

## Varnost
Hidroksilamin lahko med segrevanjem eksplodira. Mehanizem eksplozije ni povsem jasen. Od leta 1999 sta bili uničeni najmanj dve tovarni, v katerih so uporabljali hidroksilamin. Eksplozije so zahtevale tudi človeške žrtve. Razpad 50% raztopine NH2OH katalizirajo Fe(II) in Fe(III) soli. Za rokovanje s hidroksilaminom in njegovimi derivati so mnogo bolj varne njihove soli.
Hidroksilamini draži dihalne poti, kožo, oči in druge sluznice in se lahko absorbira skozi kožo. Pri zaužitju je škodljiv in morda mutagen.

## Funkcionalna skupina
Substitirani derivati hidroksilamina s substituiranim vodikom iz -OH skupine so O-hidroksilamini, spojine s substituiranim vodikom iz –NH2 skupine pa N-hidroksilamini. Podobno kot običajni amini tvori hidroksilamin primarne, sekundarne in terciarne hidroksilamine. V slednjih dveh sta zamenjana dva oziroma vsi trije vodikovi atomi. Primera spojin, ki vsebujejo hidroksilaminsko  funkcionalno skupino, sta N-terc-butil-hidroksilamin in  glikozidna vez  v kaliheamicinu. N,O-dimetilhidroksilamin je  agens za pripajanje, ki se uporablja za sinteto  Weinrebovih amidov.

## Možen vir življenja
Leta 2013 so astrofiziki poročali, da so v področju nastajanja zvezd kakšnih 1000 svetlobnih let od Zemlje odkrili znake hidroksilamina. Znanstveniki namigujejo, da bi kamnita telesa, ki potujejo skozi takšna področja in kasneje padejo na kakšen oddaljen planet, lahko s seboj prinesla osnovne gradnike življenja.